# Diversum
Diversum è il sesto album in studio del gruppo musicale In the Woods..., pubblicato nel 2022 dalla Soulseller Records.

## Tracce
1. The Coward's Way – 6:12
2. Moments – 4:23
3. We Sinful Converge – 6:08
4. The Malevolent God – 7:28
5. A Wonderful Crisis – 7:35
6. Humanity – 5:18
7. Master of None – 5:47
8. Your Dark – 6:41

## Formazione
- Bernt Fjellestad - voce
- Kåre André Sletteberg - chitarra, chitarra acustica, tastiere
- Nils Olav Drivdal - basso, tastiere
- Anders Kobro - batteria